# أيميه روسو
أيميه روسو (بالفرنسية: Aimé Rosso)‏ هو لاعب كرة قدم فرنسي في مركز الهجوم، ولد في 5 يونيو 1955 في سان تروبيه في فرنسا. لعب مع نادي تور ونادي موناكو.

## وصلات خارجية
- أيميه روسو على موقع قاعدة بيانات كرة القدم.إي يو (الإنجليزية)